# Lee Beom-soo
Lee Beom-soo (이범수?, I Beom-suLR, Yi PŏmsuMR; Cheongju, 16 ottobre 1969) è un attore sudcoreano.

## Biografia
Laureatosi presso il Dipartimento di Teatro dell'Università Chung-Ang di Seul nel 1988, ha fatto il suo debutto come attore cinematografico nel 1990 in Well, Sometimes Let's Look at the Sky. Dopo il suo debutto, è apparso in film come The Ginkgo Bed, City of the Rising Sun, The Anarchists, Jungle Juice e Wet Dreams, ma è stato il film del 2003 Singles che lo elevò al primo posto tra le stelle del cinema. La stampa coreana lo definì "il piccolo gigante di Chungmuro" (equivalente coreano di Hollywood). Ha ricevuto un 2011 Seoul Art & Culture Award come miglior attore di fiction per il suo ruolo in Giant.

## Filmografia
- Well, Sometimes Let's Look at the Sky (1990)
- A Hot Roof (1995)
- Ghost Mamma (1996)
- The Contact (1997)
- If the Sun Rises in the West (1998)
- City of the Rising Sun (1998)
- Scent of a Man (1998)
- The Soul Guardians (1998)
- Love (1999)
- Grand Opening (1999)
- Bungee Jumping of Their Own (2000)
- Just Do It!  (2000)
- One Fine Spring Day (2001)
- The Romantic President (2002)
- Make It Big (2002)
- Wet Dreams  (2002)
- Please Teach Me English (2003)
- Oh! Brothers  (2003)
- Singles  (2003)
- Superstar Mr. Gam (2004)
- Au Revoir, UFO  (2004)
- Lee Dae-ro Can't Die (2005)
- She's on Duty (2005)
- Project Makeover (2006)
- Jopok manura 3 (2006)
- 200 Pounds Beauty (2006)
- Live Good aka Mission Sex Control (2006)
- The City of Violence (2006)
- Forbidden Quest (2006)
- Death Bell (2008)
- Descendants of Hong Gil Dong (2009)
- Where is Jung Seung Phil (2009)
- More Than Blue (2009)
- Bronze Medalist (2009)
- Operation Chromite (In-cheon sang-ryuk jak-jeon), regia di John H. Lee (2016)
- Sichega dor-a-watda (2012)
- Beauty Inside (2015)
- Sunjeong (2016)
- The Roundup: No Way Out, regia di Lee Sang-yong (2023)
- The Roundup: Punishment, regia di Heo Myung-haeng (2024)

### Serie televisive
- Giant – serie TV (2010)
- On Air – serie TV (2008)
- Oegwa-uisa Bong Dal-hee – serie TV (2007)
- Love Story – serie TV (1999)
- Murim hakgyo (무림학교?) – serie TV (2016)
- Mercy for None (광장?) – serie TV (2025)

### Musical
- SG Wannabe - "Arirang" (2007)
- SG Wannabe - "Precious History" (2006)
- Brown Eyes - "Already One Year"
- Kim Jong Wook - "Bad Guy"